# 旖鳳蝶屬
旖鳳蝶屬（Swallowtail，學名：Iphiclides）是鳳蝶亞科青鳳蝶族中的一個屬，3個物種分佈於歐洲中部及南部、非洲撒哈拉地區、中亞及中國西部。

## 物種
- 旖鳳蝶 （Iphiclides podalirius） (Scopoli, 1763)
- 西藏旖鳳蝶 （Iphiclides podalirinus） (Oberthür, 1890)
- 非洲旖鳳蝶 （Iphiclides feisthamelii） (Duponchel, 1832)